# Donatia
Donatia, maleni biljni rod iz Južne Amerike (središnji i južni Čile i Argentina) te sa Novog Zelanda i Tasmanije; čini dio reda zvjezdanolike. Postoje dvije priznate vrste.
Donatia je smještena u potporodicu Donatioideae, koju je opisao Johannes Mildbraed u svojoj taksonomskoj monografiji porodice Stylidiaceae iz 1908. godine.
Rod je dobio ime po talijanskom botaničaru Vitalianu Donatiju.

## Vrste
1. Donatia fascicularis J.R.Forst. & G.Forst.
2. Donatia novae-zelandiae Hook.f.

## Sinonimi
- Orites Banks & Sol. ex Hook.f.